# Diplodia cydoniae
Diplodia cydoniae är en svampart som beskrevs av Sacc. 1881. Diplodia cydoniae ingår i släktet Diplodia och familjen Botryosphaeriaceae.   Inga underarter finns listade i Catalogue of Life.